# 永田岳

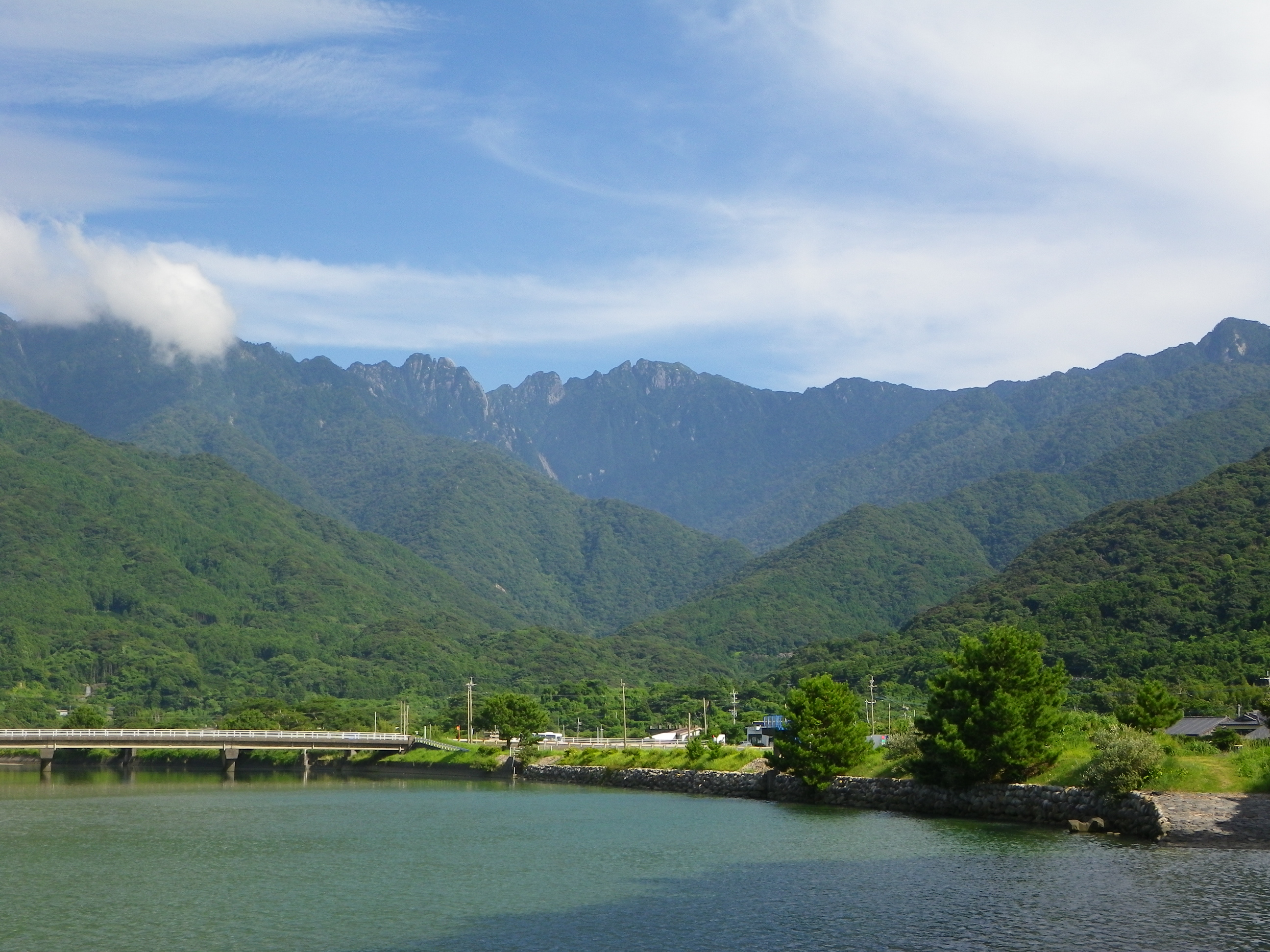
永田川河口付近から望む永田岳

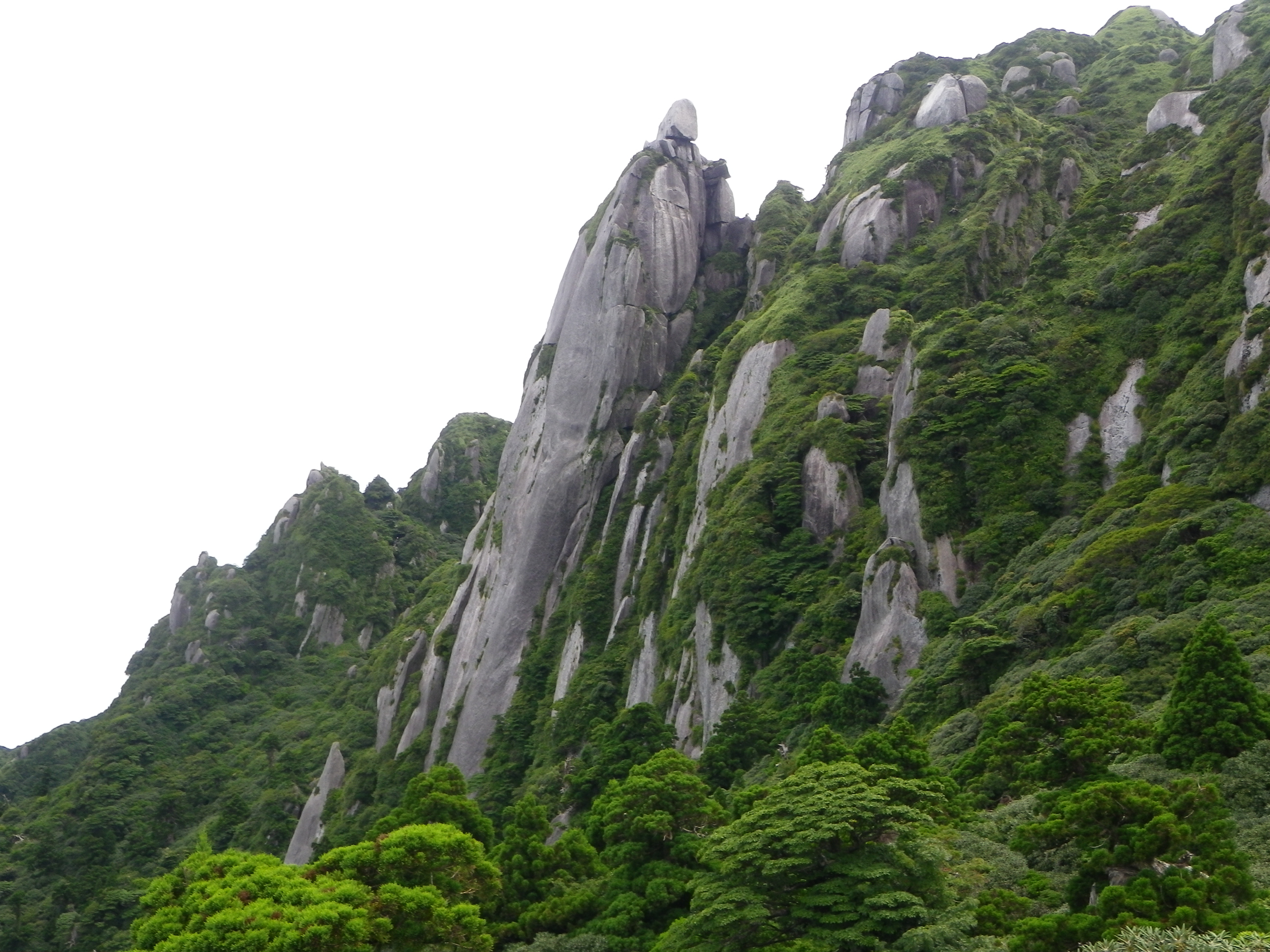
ローソク岩

永田岳（ながただけ）は、屋久島の宮之浦岳北西側に対峙する山である。標高は屋久島および九州において宮之浦岳に次いで2番目に高く、西日本でも三嶺に次いで10番目の高峰となる。
『三国名勝図会』では長田嶽、『明暦屋久島大絵図』では長田御嶽、伊能忠敬の『大隅国馭謨郡屋久島沿海図』では権現岳と記されている。
宮之浦岳、永田岳および黒味岳を屋久島三山と呼ぶ。新日本百名山に選定されている。

## 概要
宮之浦岳を始めとして屋久島の山岳地域の大部分は屋久島国立公園に指定され、宮之浦岳、永田岳など中央の山岳地帯は世界遺産の森林生態系保護地域保存地区に指定されている。永田岳山頂の北東側にはコルを挟んで永田岳II峰、さらに中之岳、ネマチ峰 (1,814m)、障子岳 (1,549m)と呼ばれる岩峰が連なる。
屋久島は「八重岳」と呼ばれるように多くの峰が連なり、海岸部に近い山々を「前岳」、中央部の脊梁をなす山々を「奥岳」と呼び、この奥岳は通常屋久島の海岸部の人里から望むことはできないが、永田川河口付近の永田地区は奥岳すなわち永田岳およびネマチを望むことのできる島一周の県道周辺としては唯一の場所である。山頂直下の岩屋には一品宝珠大権現を祀る祠があり、永田岳は古くから永田集落の岳参りの山として参拝の対象とされ、永田浜の砂が供えられた。1448年（文安5年）に日増上人が布教に訪れた際にはすでに永田では岳参りが行われていたという。
海岸部の永田集落付近は杉の人工林、クワズイモおよびヘゴなど亜熱帯性植物も見られるが、やや内陸部に入ると暖帯性の天然林となり、標高1,340mの姥ヶ岩屋付近から屋久杉、ヤクシマシャクナゲなどが見られる。永田岳山頂は屏風を立てたような尾根を張り、斜面にはむき出しの花崗岩が散りばめられ、山頂西側直下にはローソク岩と呼ばれる巨岩が聳える。山頂付近は一面のヤクシマダケ（ササ）に覆われヤクシマシャクナゲが点在し、イッスンキンカ、シャクナンガンピ、ヤクシマホツツジなど高山植物が見られる。

## 登山ルート
淀川登山口 (1,367m)から宮之浦岳 (1,936m)を経て、あるいは荒川登山口 (600m)から縄文杉 (1,310m)を経て焼野三叉路 (1,784m)に至り、永田岳への往復コースを取るルートが最もよく利用される一般的な登山道である。あるいは大川の滝入口より800m南側の県道沿い林道入口から大川林道に入り、原生自然環境保全地域を通る花山歩道を経て永田歩道に合流し鹿之沢小屋を経て山頂に至るコースがあるが、登山道が荒れているため上級者向きである。
永田集落の永田橋を基点として横河渓谷（よっごけいこく）、餅田橋登山口 (105m)、水取谷 (800m)、岳之辻 (1,210m)、姥ヶ岩屋 (1,340m)、左捲大檜 (1,410m)、桃平 (1,460m)、鹿之沢小屋 (1,550m)を経て山頂に至る永田歩道ルートが本来の岳参りの表参道であるが、長い山行を強いられる。